# 田口泰士
田口泰士（1991年3月16日—），日本足球運動員，現效力日乙球隊千葉市原，司職中場，前日本國家足球隊成員。

## 俱樂部生涯
田口泰士2009年从流通经济大学加盟名古屋鲸鱼以来，一直作为队内的不可缺少的一员，是名古屋鲸鱼重返日职的功臣。2014年入选日本国家足球队，出场三次。
磐田喜悦于1月4日宣布名古屋鲸鱼中场核心，前日本国脚田口泰士将与新赛季加盟球队。
日乙联赛球队千叶市原官方宣布，磐田喜悦中场田口泰士自由转会加盟球队。

## 國家隊生涯
日本足协宣布入选本次国家队大名单的英超南安普敦后卫吉田麻也因伤退出此次国家队大名单，作为替换名古屋鲸鱼中场田口泰士入选此次国家队的大名单，这也是田口泰士首次入选日本国家队。

## 外部連結
- National Football Teams （页面存档备份，存于）
- Profile at Júbilo Iwata （页面存档备份，存于）
- Profile at Nagoya Grampus （页面存档备份，存于）
- Soccerway資料庫：田口泰士
- 日本職業足球聯賽中的田口泰士 （日語）
- Japan National Football Team Database （页面存档备份，存于）